# Aster fastigiatus
Aster fastigiatus là một loài thực vật có hoa trong họ Cúc. Loài này được Fisch. mô tả khoa học đầu tiên năm 1812.